# 细沟笋螺
细沟笋螺（学名：Terebra cingulifera），是新腹足目笋螺科笋螺属的一种。主要分布于台湾，常栖息在浅海砂底。

## 参考文献

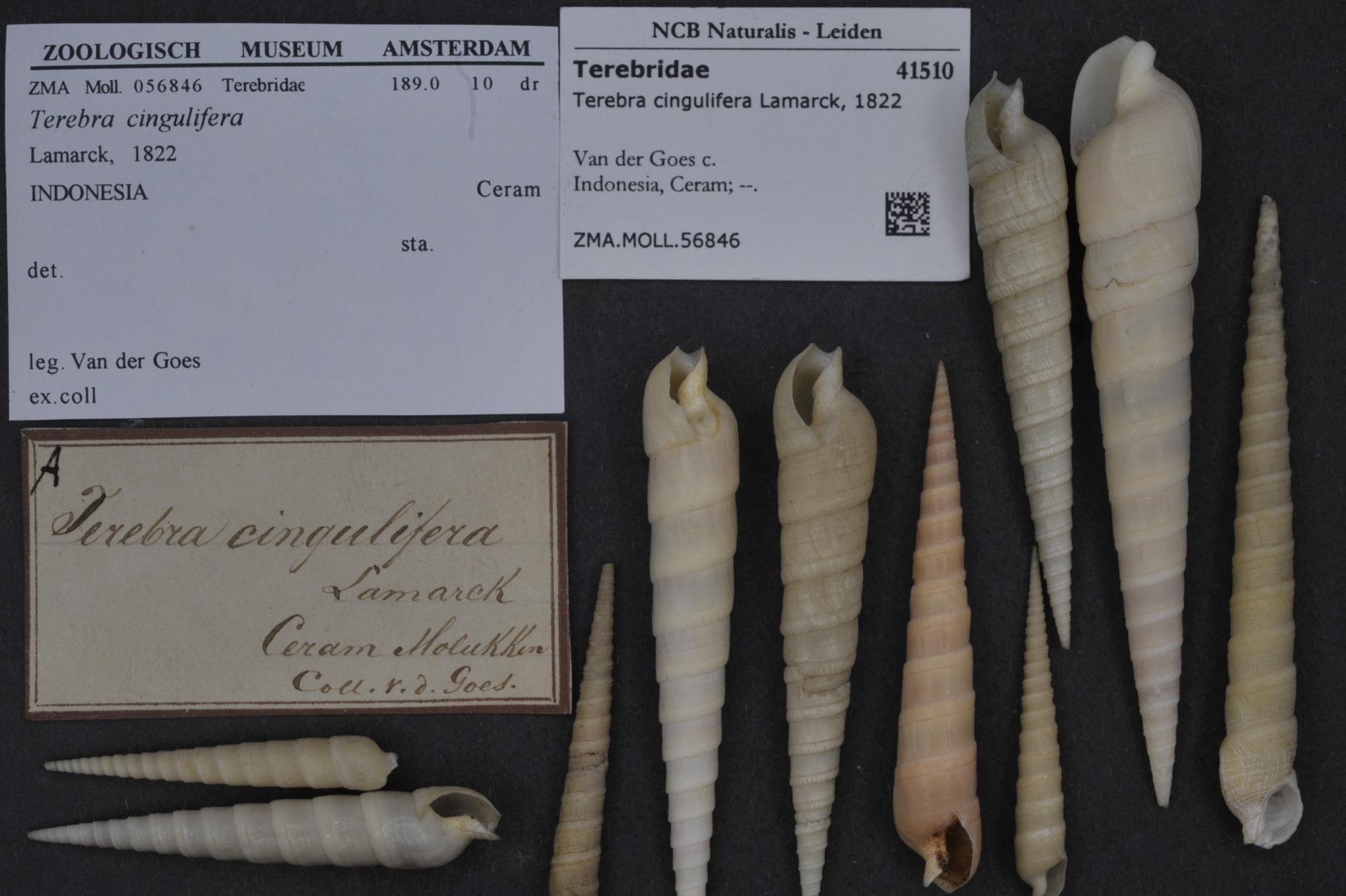
标本馆